# Harvester of Sorrow
«Harvester of Sorrow» (с англ. — «Пожинатель Печали») — песня американской метал-группы Metallica. Она была выпущена 28 августа 1988 года как первый сингл с их четвёртого студийного альбома …And Justice for All (1988). Песня дебютировала на живом выступлении перед выпуском …And Justice for All, когда группа была в летнем турне Monsters of Rock в 1988 году с Van Halen, Scorpions, Dokken и Kingdom Come.
Сингл содержал две стороны B, обе из которых были каверами: «Breadfan», первоначально написанная «Budgie» и «The Prince», первоначально исполнявшаяся Diamond Head. При мастеринге записи произошла ошибка: в конце «Breadfan» слышен искаженный голос, говорящий «Мама, где Пушистик?». На самом деле это должно было стать вступлением к следующему треку «The Prince». Однако он был разделен не в том месте. Группа решила не исправлять эту ошибку, когда треки были включены в их сборник Garage Inc. 1998 года.

## О песне
В песне рассказывается о мужчине, подвергавшемся в детстве жестокому обращению. Он пристрастился к алкоголю и наркотикам и начал вымещать свой гнев на членов семьи. В конце песни намекают, что сумасшедший теряет рассудок и убивает их.

## Кавер-версии
Песня была записана панк-рок группой Link 80 для сборника Punk Goes Metal. Apocalyptica перепела «Harvester of Sorrow» для альбома A Tribute to the Four Horsemen. Немецкая группа Funker Vogt записала эту песню для сборника The Blackest Album Vol. 3.

## Участники записи
- Джеймс Хетфилд — вокал, ритм-гитара, продюсирование
- Кирк Хэмметт — соло-гитара
- Ларс Ульрих — ударные, продюсирование
- Джейсон Ньюстед – бас-гитара

- Флемминг Расмуссен — продюсирование
- Тоби «Рэйдж» Райт — помощник и дополнительный инженер
- Стив Томпсон, Майкл Барбьеро — сведение
- Джордж Коуэн – ассистент инженера по микшированию
- Боб Людвиг – мастеринг
- Джордж Марино — ремастеринг 1995 года
- Рубен Коэн — ремастеринг 2018 года

## Позиции в чартах
| Чарт (1988)                        | Позиция |
| ---------------------------------- | ------- |
| Австралия (ARIA)                   | 100     |
| Ирландия (IRMA)                    | 19      |
| Новая Зеландия (Recorded Music NZ) | 30      |
| Испания (AFYVE)                    | 11      |
| Великобритания (OCC UK Singles)    | 20      |